# Подгорный (Белореченский район)
Подго́рный — хутор в Белореченском районе Краснодарского края России. Входит в состав Родниковского сельского поселения.

## Географическое положение
Расположен в 5 км от центра поселения и в 7,5 км от районного центра.

## Население
| 2002 | 2010 |
| ---- | ---- |
| 245  | ↗283 |

## Улицы
- ул. Луговая,
- ул. Полевая[5].